# Комунанца
Комунанца (італ. Comunanza) — муніципалітет в Італії, у регіоні Марке,  провінція Асколі-Пічено.
Комунанца розташована на відстані близько 145 км на північний схід від Рима, 75 км на південь від Анкони, 18 км на північний захід від Асколі-Пічено.
Населення — 3172 особи (2014).
Щорічний фестиваль відбувається 25 листопада. Покровитель — Santa Caterina d'Alessandria.

## Демографія
Населення за роками:

Станом на 1 січня 2023 року в муніципалітеті офіційно проживали 253 іноземці з 23 країн, серед них 66 громадян країн Євросоюзу та 10 громадян України.

## Сусідні муніципалітети
- Амандола
- Форче
- Монтефальконе-Аппенніно
- Монтефортіно
- Монтегалло
- Монтемонако
- Пальм'яно
- Роккафлувьоне